# Remington Модель 710
Remington Модель 710 є нащадком популярної гвинтівки Remington Модель 700, яку випускала компанія Remington Arms з 2001 по 2006 роки на сласному заводі в Мейфілді, штата Кентуккі.
Створена на базі серії Remington 700, Модель 710 мала ковзний затвор з 3 виступами на відміну від Remington 700, яка мала два виступи для замикання, 4-зарядний знімний магазин (або 3-зарядний при використанні набоїв 7 mm Remington Magnum та .300 Winchester Magnum). Всі гвинтівки можуть мати сошки та ремені, з міцним синтетичним ложем оливкового або сірого кольору, також встановлено приціл Bushnell Sharpshooter 3-9 × 40, який налаштовано вже на заводі. Вартість Remington 710 є середньою. Завдяки синтетичному ложу та встановленому прицілу, гвинтівка добре підходить для стрільців-початківців або мисливців.
Цю модель сильно критикували через полімерну ствольну коробку, яку в останній рік замінили на сталеві в останній рік виробництва.
Компанія Remington  сильно покращила Remington 710 і назвала її Remington 770. Зараз Модель 710 було знято з виробництва.

## Відкликання
В період з липня по жовтень 2002 компанія відкликала Remington 710 через неправильно виготовлену стопорну запобіжну пружину. Веб-сайт Remington надає перевірку для власників Моделі 710, щоб визначити, чи постраждали вони.